# ジレスピー・ロード

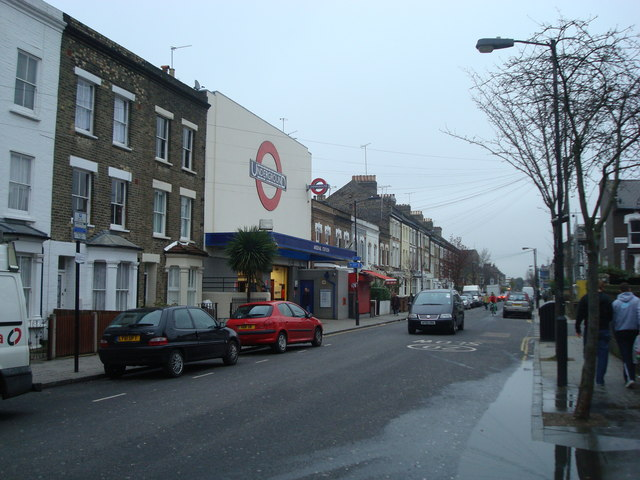
ギレスピー・ロードから見たアーセナル駅方面

ジレスピー・ロードはノース・ロンドンのハイベリー地区を走る道路である。

## 解説
この道路は、アーセナル・スタジアムの北側に沿って東西を結んでいる。 この道路付近にあるアーセナル駅はかつてジレスピー・ロード駅という名称だったが、1932年にアーセナルFCと当時クラブの監督であったハーバート・チャップマンから圧力を受け、現在の名称に改名された。 
なお、従来の名称は今でも元のエドワード朝様式のホームタイルで見ることができる。